# Американский музей народного искусства
Американский музей народного искусства (англ. American Folk Art Museum, сокр. AFAM) — один из музеев США; является ведущим культурным учреждением, посвященным эстетическому восприятие народного искусства и творческому самовыражению современных художников-самоучек из Соединенных Штатов и зарубежа. Расположен в Нью-Йорке на Манхэттене.
Коллекция музея насчитывает более 7000 объектов с XVIII века по настоящее время. В своих выставках, образовательных программах и информационно-пропагандистской деятельности музей демонстрирует творческое самовыражение людей, чьи таланты развивались без формального художественного обучения. В 2013 году в музее была зафиксирована рекордная посещаемость более 100 000 посетителей. Вход в него — бесплатный.

## История
[С момента получения временного устава в 1961 году, музей народного искусства постоянно расширял свою миссию и экспозицию. В начале своего существования музей не имел постоянной коллекции и здания. Несмотря на трудности, основатели и попечители Joseph B. Martinson и Adele Earnest понимали, что для признания американского народного искусства необходимо такое учреждение.
Музей ранних американских народных искусств (Museum of Early American Folk Arts, так он первоначально назывался) провел свою первую выставку на арендованной площади на 49 West 53rd Street в 1961 году. В 1966 году, получив постоянный устав, музей расширил свою миссию. Получив новое название Музей американского народного искусства (Museum of American Folk Arts), расширил географию своих экспонатов. Основатель и куратор Herbert W. Hemphill Jr. придал дальнейшее развитие музею. В 1990-е годы музей начал представлять не только чисто американские, а также афро- и латино-американские произведения искусства. Директор Gerard C. Wertkin провозгласил, что общее наследие американского народного искусства не должно способствовать этническому шовинизму или расовому разделению.
В связи с расширением, в 1998 году в музее был создан Современный Центр (Contemporary Center), посвященный работам художников XX и XXI веков. В 2001 году в музее был открыт Учебный центр Генри Дарджера (Henry Darger Study Center), американского художника-самоучки. В этом же году музей получил своё современное название Американский музей народного искусства (American Folk Art Museum).
Музей долгое время мигрировал с места на место, и в 1989 году находился на площади Линкольна, 2 — напротив Линкольн-центра. В 2001 году было открыто новое место музея в двух зданиях на 45 and 47 West 53rd Street, которые были спроектированы архитектурным бюро Tod Williams Billie Tsien Architects. Позже, в связи с финансовыми трудностями, музей вернулся на площадь Линкольна, где находится в настоящее время.
В декабре 2013 года Американский музей народного искусства выпустил полностью доступный цифровой архив из 117 выпусков собственного журнала Folk Art, ранее известного как Clarion. Журнал выходил с 1971 по 2008 годы в среднем три раза в год.
- Некоторые экспонаты музея
- Peaceable Kingdom, 
Эдвард Хикс
- Flag Gate,
 автор неизвестен
- Bird of Paradise Quilt Top, 
автор неизвестен
- Girl in Red Dress with Cat and Dog,
 Эмми Филлипс